# Малокулачье
Малокулачье — деревня в Омском районе Омской области, в составе Новотроицкого сельского поселения.

## История
В 1928 г. деревня Мало Кулачье состояла из 72 хозяйств, основное население — русские. В составе Ново-Троицкого сельсовета Бородинского района Омского округа Сибирского края.

## Население
| 2006 | 2010 |
| ---- | ---- |
| 249  | ↗269 |